# Ferdinando Alessandri
Ferdinando Ludovico Alessandri[carece de fontes?] (pronúncia em inglês: [Lodovico Alessandri] nasceu em 26 de outubro de 1903 e morreu no dia 13 de março de 1987 com 83 anos. Era esgrimista da acadêmia O. N. Dopolavoro, quando participou dos Jogos Olímpicos de Berlim, em 1936 aos 32 anos pelo Palmeiras, nas provas de sabre individual; florete individual e por equipe, pórem sem ter nenhuma experiencia internacional não passou da fase eliminatória da competição em ambas modalidades. Em 1948 com 44 anos já como atleta do Palmeiras, participou dos Jogos Olímpicos de Londres, na prova de florete individual aonde chegou até as quartas de final quando foi eliminado, e só não foi aos Jogos Olímpicos de Helsinque em 1952 pois era uma viagem longuíssima de navio. Em 1951 Nos Jogos Desportivos Pan-Americanos, realizados em Buenos Aires, Ferdinando Alessandri participou, juntamente com a Delegação Brasileira de Esgrima. Ferdinando foi o primeiro atleta olímpico de um clube de futebol da hístoria.

## Biografia
Filho de Paolo Alessandri e Eufemia Politi se casou com Aurea Neiva Gomes e teve um filho, chamado Renato Alessandri que nasceu no dia 23 de Agosto de 1930. Entretanto, Aurea veio a falecer no dia 5 de Abril de 1937 aos 31 anos na cidade de Pirituba em São Paulo. Passados 5 anos se casou novamente agora com Carmen Julia Alessandri, no dia 25 de Agosto de 1942 e teve dois filhos, um chamado Nelson Alessandri (que também foi esgrimista) e uma filha chamada Leopolda Alessandri.

## Carreira

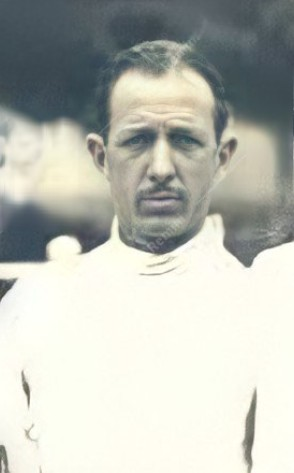
Ferdinando Durante as Olimpiadas de 1948.

Em uma entrevista para a Revista O Paulistano em Julho de 2020 seu filho disse: "O florete é uma tradição da família Alessandri. “Meu avô foi esgrimista na Itália e meu pai, Ferdinando, está entre os maiores da história do Brasil”, afirma Nelson Alessandri. “Convocado a três olimpíadas, disputou Berlim e Londres, e só não foi a Helsinque porque era uma viagem longuíssima de navio”, completou.
Alessandri ainda colhe os frutos de sua dedicação. “Até hoje, demonstro um reflexo acima da média, graças a esse xadrez atlético que é a esgrima, um esporte que faz você planejar oito, 12 ataques e contraataques, sendo necessária muita agilidade, física e mental”, detalha. Para se desenvolverem na modalidade, Alessandri e sua geração contaram com uma arma extra. “Não havia sala como a nossa nas Américas, era lindíssima, dentro do Ginásio Antônio Prado Júnior finaliza.
"Graças a uma reportagem no jornal A Gazeta Esportiva, logo após a sua chegada a São Paulo, foi levado por um sócio ao Clube Espéria, onde ministrou aulas a um dos maiores esgrimistas do Brasil Sr Ferdinando Alessandri além de outros notáveis campeões da época, promovendo também a formação de novos atletas que se tornariam os novos destaques da esgrima paulista e brasileira."

## Títulos

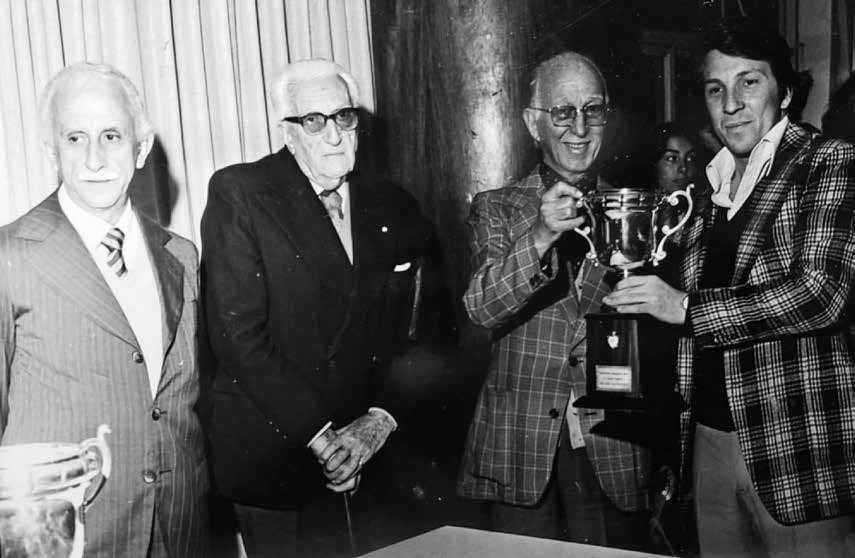
Ferdinando Alessandri ao lado do seu filho, Nelson Alessandri, recebendo o título de melhor esgrimista do Brasil na modalidade florete.

### Nacionais
- Torneio de Preparação Olympica de Florete - 1936, 1945
- Torneio de Preparação Olympica de Sabre - 1936
- Campeonato Brasileiro de Esgrima - Florete em Equipe - 1938 ,1944
- Campeonato Brasileiro de Esgrima - Florete Individual - 1934, 1938, 1945, 1946[24][25][26]

### Estaduais
- Campeonato Paulista Individual de Florete - 1933, 1935, 1945
- Torneio Início Campeonato Paulista de Florete - 1934, 1945
- Campeonato Paulista Interclubes de Florete - 1935, 1945
- Campeonato Paulista Interclubes de Sabre - 1945
- Taça "Progresso" - Torneio de Espada ao Ar Livre - 1935
- Taça Sílvio de Magalhães Padilha de Florete – 1945
- Taça Dr. Raul Leme Monteiro de Florete – 1943, 1945[27][28][29]

### Outros
- Campeonato Interno de Florete - Palestra Itália- 1929, 1930
- Torneio de Espada Juniors - 1930

| Jogos                            | Esporte / Evento                                                                    | Time   | Pos                           |
| -------------------------------- | ----------------------------------------------------------------------------------- | ------ | ----------------------------- |
| Jogos Olímpicos de Verão de 1936 | Florete Individual, Masculino Florete Equipe, Masculino Sabre Individual, Masculino | Brasil | 6 p6 r1/5 3 p2 r1/4 6 p9 r1/4 |
| Jogos Olímpicos de Verão de 1948 | Florete Individual, Masculino                                                       | Brasil | 8 p3 r2/4                     |

## Curiosidades

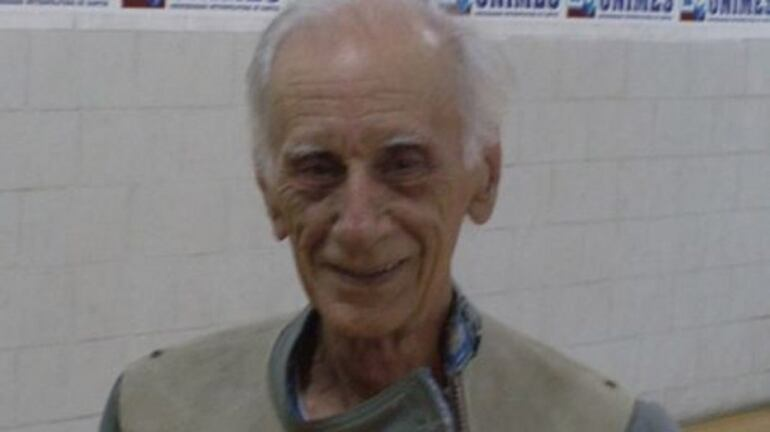
Ferdinando Alessandri na década de 80

- No Pacaembu o atleta Ferdinando Alessandri venceu a prova de esgrima derrotando o alemão Stephan Rosenbauer, atleta olímpico.[30]
- Conquistou ao todo 10 vitórias em olimpíadas (1936-1948) chegando até as quartas-de-final em 1948. As vitórias olímpicas mais marcantes foram sobre: Ernest Dalton, Edo Marion, Marjan Pengov e Milivoj Radović.[31][32]
- A história do Palmeiras nos Jogos Olímpicos teve início com o esgrimista Ferdinando Alessandri, na edição de 1936, em Berlim.[33]
- Nas Olímpiadas de 1948 no grupo da primeira fase, Ferdinando Ficou em 3º Lugar ficando atrás apenas dos medalhistas de bronze Lajos Maszlay e prata Christian d'Oriola.
- Filho de Ferdinando Alessandri, Nelson Alessandri também foi esgrimista profissional, Foi sócio do CAP por mais 35 anos, defendeu o Clube em competições de esgrima por vários anos, tendo sido campeão paulista, brasileiro e sul-americano na modalidade florete.
- Recebeu aulas de Esgrima do italiano Angelo Pio Buonafina pelo Clube Esperia (na época, Floresta). “Eu tinha só 25 anos e fiquei com essa responsabilidade”, lembra o imigrante. Lá, deu aula para um dos principais esgrimistas brasileiros, Ferdinando Alessandri, que havia participado dos Jogos Olímpicos de Berlim, em 1936 e 1948 em Londres. Em 1955, após trabalhar em outros clubes, virou professor do Clube Pinheiros. Levou Alessandri e outros bons alunos que tinha com ele para formar o Departamento de Esgrima, que estava nascendo.[34][35]
- O primeiro campeão no estádio do Pacaembu, no entanto, não foi do futebol e sim um esgrimista, o brasileiro Ferdinando Alessandri, esgrimista que participara dos Jogos de Berlim em 1936.[36][37]
- Em 1935 foi presidente do jury pela primeira vez nas eliminatórias do campeonato brasileiro de espada.